# Bottnalösen (Tiveds socken, Västergötland, 651768-142812)
Bottnalösen är en sjö i Laxå kommun i Västergötland och ingår i Motala ströms huvudavrinningsområde. Sjöns area är 0,003 kvadratkilometer och den är belägen 160 meter över havet.